# Diego de Paz
Diego de Paz Pazo (nascido em 25 de setembro de 1971) é um atleta paralímpico espanhol que compete na modalidade basquetebol em cadeira de rodas.

## Carreira

### Seleção nacional
Foi selecionado para representar o seu país, Espanha, no Mundial Europeu de 2011.
Nos Jogos Paralímpicos de Atlanta 1996, Diego conquistou a medalha de bronze, após vencer os Estados Unidos por 66 a 60. Nos Jogos de Londres 2012, garantiu a quinta colocação ao vencer a Alemanha por 67 a 48.

### Equipes
Em 2011, jogou pela equipe do Once Andalucía.